# تيكران منصوريان
تیگران (ديكران أو تيغران) يحيايي منصوريان (بالأرمنية: Տիգրան Մանսուրյան)‏. من مواليد 27 يناير 1939 في بيروت. هو ملحن أرمني لبناني رائد للموسيقى الكلاسيكية وموسيقى الأفلام.

## سيرة شخصية
ولد منصوريان في بيروت. انتقلت عائلته إلى أرمينيا في عام 1947 واستقرت في يريفان في عام 1956، حيث تلقى تعليمه. درس أولاً في مدرسة رومانوس ميليكيان للموسيقى تحت الملحن الأرمني إدوارد باغداسريان ثم في معهد يريفان كوميتاس الحكومي. تم ترشيح ألبومه مونديا (Monodia) لجائزة غرامي لعام 2005 عن «أفضل عازف منفرد (مع أوركسترا)» و «أفضل تأليف كلاسيكي معاصر».

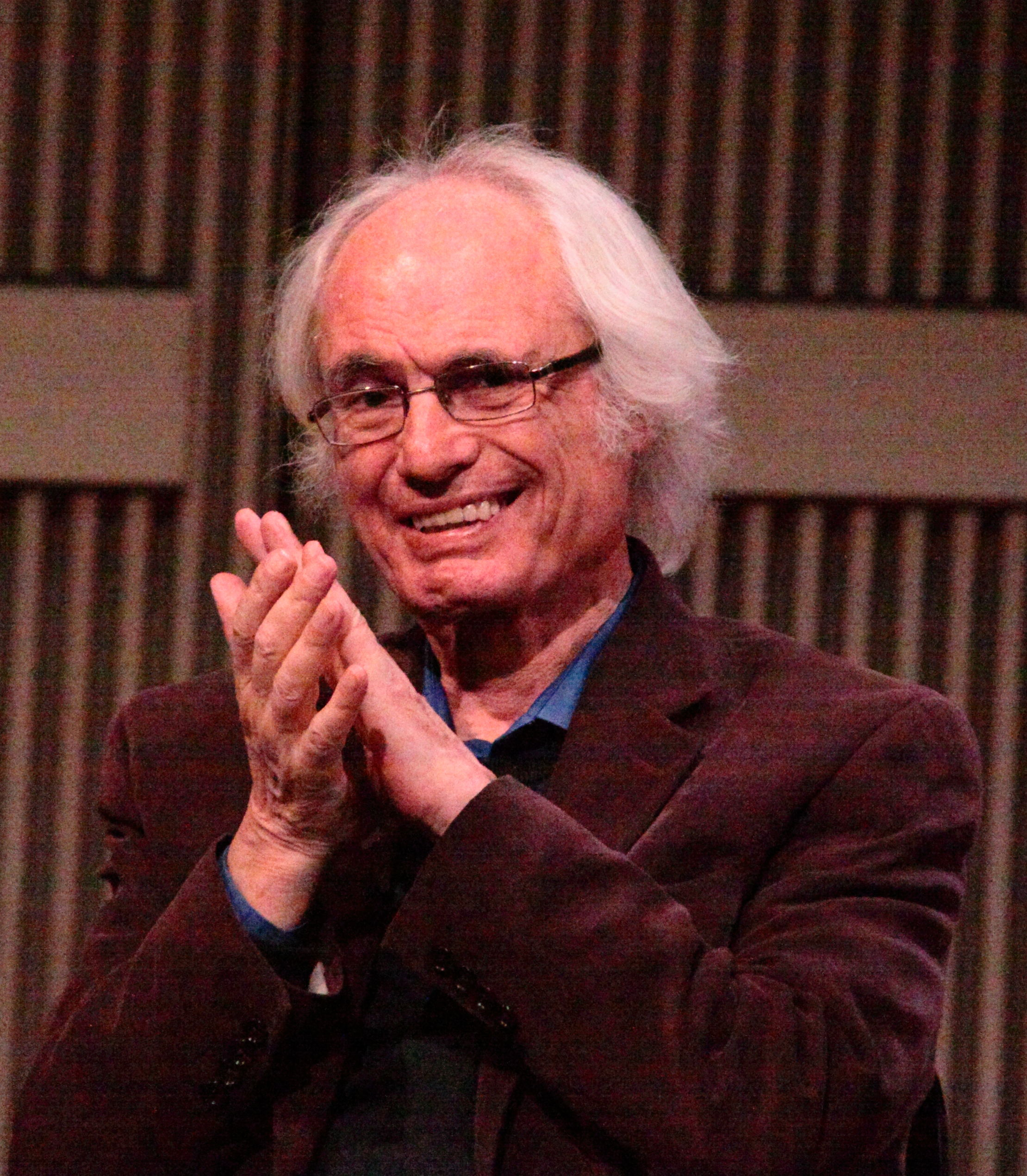
تيكران منصوريان في سان فرانسيسكو ، 2015

## تسجيلات
- تيكران منصوريان: سترينغ كوارتيتس - روزاموند كوارتيت (ECM 1905)
- تيكران منصوريان: «... وبعد ذلك كنت في الوقت المناسب مرة أخرى»، دموع، اعتراف بالإيمان - كيم قشقيان، كمان متوسط؛ يان غاربارك، ساكسفون سوبرانو؛ فرقة هيليارد كريستوف بوبن، قائد أوركسترا. اوركسترا ميونخ لموسيقى الحجرة. (CD ECM 1850/51)
- تيكران منصوريان: هاويك، ديو للفيولا <i>والنقر</i> - كيم قشقيان، فيولا؛ روبن شولكوفسكي، نقر؛ تيغران منصوريان، بيانو، صوت. (CD ECM 1754)
- تيكران منصوريان: شبه تلاوة - باتريشيا قوباتشنسكاية، كمان. أنجا ليتشنر، فيولونشيلو؛ فرقة أمستردام السنفونية المصغرة. كانديدا طومسون. (ECM سلسلة جديدة 2323)

## أعمال
تتنوع مؤلفات منصوريان من أعمال الأوركسترا الكبيرة إلى الأغاني الفنية الفردية. قام أيضًا بتأليف العديد من موسيقى الأفلام السينمائية بين عامي 1968 و 1980. في عام 2017، أصدر منصوريان ألبومًا بعنوان Requiem (صلاة لراحة الموتى)، وهو عبارة عن مجموعة من ثماني قطع «مخصصة لذكرى ضحايا الإبادة الجماعية للأرمن».

### مسرح
- ملكة الثلج (رقص الباليه في فصلين مع سيناريو فيلين غالستيان، مبني على قصة هانز كريستيان أندرسن)، 1989

### أوركسترا
- كونشيرتو ، للأرغن والأوركسترا الصغيرة، 1964
- Partita (تقسيمة)، لأوركسترا كبيرة، 1965
- موسيقى لإثني عشر آلة وترية، 1966
- مقدمات للأوركسترا الكبيرة، 1975
- إلى ذاكرة ديمتري شوستاكوفيتش، للتشيلو والأوركسترا الكبيرة، 1976
- Canonical Ode (قصيدة كنسية)، لأوركسترا القيثار والأرغن ووتريات اثنيتين، 1977
- كونشرتو رقم 2، لأوركسترا التشيلو والوتريات، 1978
- دبل (مزدوج) كونشرتو، لأوركسترا الكمان والتشيلو والوتريات، 1978
- Tovem، لأوركسترا صغيرة، 1979
- Nachtmusik (موسيقى الليل)، للأوركسترا الكبيرة، 1980
- لأنني لا آمل (في ذكرى إيغور سترافينسكي)، للأوركسترا الصغيرة، 1981
- كونشيرتو للكمان وأوركسترا الأوتار، 1981
- كونشرتو رقم 3، للتشيلو والأوركسترا الصغيرة، 1983
- Postludio Concerto، للكلارينيت، التشيلو، أوركسترا أوتار، 1993
- كونشرتو، للفيولا وأوركسترا وتريات، 1995
- Fantasy (خيال)، للبيانو وأوركسترا وتريات، 2003
- Ubi est Abel frater tuus؟ (أين هابيل أخوك؟) كونشرتو رقم 4، للتشيلو والأوركسترا الصغيرة، 2010

### موسيقى الحجرة
- سوناتا، للكمان والبيانو، 1962
- سوناتا ، للناي والبيانو، 1963
- سوناتا رقم 1 للكمان، البيانو، 1964
- اليجرو باربارو ، منفردا التشيلو، 1964
- سوناتا رقم 2 للكمان والبيانو، 1965
- بيانو تريو ، للكمان والتشيلو والبيانو، 1965
- المزمور ، لاثنين من المزامير والكمان، 1966
- الداخل، للرباعية الوتربة، 1972
- طيف طير، للهاربسكود والنقر، 1971-1973
- سوناتا رقم 1 ، التشيلو والبيانو، 1973
- سوناتا رقم 2 ، التشيلو والبيانو، 1974
- Wind Quintet ، للفلوت، المزمار، الكلارينيت، القرن الفرنسي، والباسون، 1974
- The Rhetorician (البليغ)، للناي، الكمان، الكونترباس، والهاربسكود، 1978
- Capriccio ، التشيلو منفردا، 1981
- الرباعية الوتربة رقم 1 ، 1983-84
- الرباعية الوتربة رقم 2 ، 1984
- خمسة تفاهات، للكمان والتشيلو والبيانو، 1985
- Tombeau (قبر)، التشيلو والإيقاع، 1988
- Postludio ، للكلارينيت والتشيلو، 1991-1992 (يحتوي أيضًا على نسخة كونشرتو)
- الرباعية الوتربة رقم 3 ، 1993
- كونشرتو، للقرن الإنجليزي، الكلارينيت، الباسون، الأبواق، الترومبون، 1995
- تكريم آنا أحمدوفا ، للكلارينيت المنخفض، القانون، الكمان المتوسط، والماريمبا، 1997
- الثنائي ، للفيولا والإيقاع، 1998
- الرقص ، للفيولا والإيقاع، 1998
- Lacrimae ، للساكسفون العلوي والفيولا، 1999؛
- Lamento، للكمان، 2002 (له أيضًا إصدار لـ viola)
- ثلاثة طاقات من القرون الوسطى، للفيولا والإيقاع ، 1998-2004
- شهادة، للرباعية الوتربة، 2004
- قصيدة للوتس للفيولا منفردا، 2012

### بيانو
- سوناتينا رقم 1 ، 1963
- جناح صغير ، 1963
- سوناتا رقم 1 ، 1967
- المنمنمات ، 1969
- ثلاث قطع ، 1970-1971
- نوستالجيا ، 1976
- ثلاث قطع للمفاتيح المنخفضة ، 1979
- سوناتينا رقم 2 ، 1987

### جوقة
- ثلاثة قصائد ، للجوقة المختلطة، 1969 (نص بقلم كوستان زريان)
- أغاني الربيع ، للجوقة المختلطة، 1996 (نص لهوفانيس تومانيان)،
- اعتراف بالإيمان ، بأربعة أصوات من الذكور وفيولا، 1998 (النص الذي كتبه نرسيس شنورهالي)
- Ars Poetica للجوقة المختلطة، 1996-2000 (نص بقلم Yeghishe Charents)
- Motet موتيت ، جوقة مختلطة، 2000 (نص لجريجور ناريكاتسي)،
- على شواطئ الخلود ، للجوقة المختلطة، 2003 (نص بقلم أفديك إسحاقيان)

### صوتي
- ثلاثة رومانسيات ، للميزو-سوبرانو والبيانو، 1966 (نص بقلم فيديريكو غارسيا لوركا، ترجم إلى الأرمينية بواسطة حمو ساهيان)
- Four Hayrens for mezzo- suprano (or viola) وبيانو، 1967 (نص Nahapet Kuchak)
- Intermezzo ، للسوبرانو والفرقة، 1972-1973 (نص من فلاديمير هولان)، النتيجة المفقودة)
- أنا أعطيك وردة ، للسوبرانو، الفلوت، التشيلو، والبيانو، 1974 (النص من متيوس ظريفيان)
- ثلاث أغاني نايرية، لباريتون وفرقة موسيقية كبيرة، 1975-1976 (النص واهان تريان)
- ثلاث مادريجالات، للسوبرانو، الفلوت، التشيلو، البيانو، 1974-1981 (نص من رازميك دافويان)،
- أغاني الغروب ، للسوبرانو والبيانو، 1984-1985 (أغنية إلى نص من تأليف حمو ساهيان)
- The Land of Nairi for the suprano and piano، 1986 (a song-cycle to text by Vahan Teryan)،
- Miserere ، لأوركسترا السوبرانو والأوتار، 1989 (نصوص لسان ميسروب استنادًا إلى الكتاب المقدس في الترجمة الأرمنية)
- مادريجال رابع، عن السوبرانو، الفلوت، الكلارينيت، الكمان، التشيلو، البيانو، الأجراس الأنبوبية، 1991 (النص من قبل أليسيا كيراكوسيان)
- Requiem (صلاة لراحة الموتى)، للسوبرانو والباريتون والجوقة المختلطة وأوركسترا الأوتار، 2011

### موسيقى افلام
- لون الرمان، 1968 (إخراج سيرغي باراجانوف)
- لون الأرض الأرمنية، 1968 (إخراج ميخائيل وارتانوف)
- الخريف الرعوي ، 1971 (من إخراج ميخائيل وارتانوف)
- وهكذا كل يوم ، 1972 (من إخراج ميخائيل وارتانوف)
- نحن وجبالنا ، 1969 (من إخراج هنريك ماليان)
- Osenneye solntse (شمس الخريف)، 1979 (من إخراج بكرات اوهانيسيان Bagrat Oganesyan)
- أسطورة المهرج ، 1979 (من إخراج ليفون آزادريان)
- كتور لي يركنك ، 1980 (إخراج هنريك ماليان)
- تانجو طفولتنا ، 1984 (إخراج ألبرت مكرتشيان)

## روابط خارجية
- تيكران منصوريان على موقع IMDb (الإنجليزية)
- تيكران منصوريان على موقع ميوزك برينز (الإنجليزية)
- تيكران منصوريان على موقع أول ميوزيك (الإنجليزية)
- تيكران منصوريان على موقع ديسكوغز (الإنجليزية)
- تيكران منصوريان على موقع قاعدة بيانات الفيلم (الإنجليزية)
- الصفحة الرسمية لتيكران منصوريان
- تيكران منصوريان على موقع مهرجان عقول أخرى
- تيكران منصوريان - اعتراف بالموسيقى نسخة محفوظة 24 أبريل 2019 على موقع واي باك مشين. فيلم وثائقي